# Skazka pro vljublёnnogo maljara
Skazka pro vljublёnnogo maljara (Сказка про влюблённого маляра) è un film del 1987 diretto da Nadežda Nikolaevna Koševerova.

## Trama
Il film racconta il giovane e allegro pittore Makar, invitato al palazzo del re. Lì incontrò una bellissima principessa, di cui si innamorò subito, ma fu espulso dal palazzo. Makar deve affrontare molte prove prima di rendersi conto che quella che ha visto a palazzo non è affatto una bella principessa, ma una brutta cameriera.